# Rexhep Shala
Rexhep Shala (ur. 1882 w Prizrenie, zm. w kwietniu 1943 w Tiranie) – albański polityk i wojskowy, minister spraw wewnętrznych w 1924.

## Życiorys
Urodził się w Kosowie. Po ukończeniu szkoły w rodzinnej miejscowości wyjechał do Stambułu, gdzie ukończył studia w Akademii Wojskowej. W 1912 porzucił służbę w armii osmańskiej i związał się z rządem Ismaila Qemala. W lipcu 1913 w stopniu kapitana, wspólnie z oficerami holenderskimi organizował albańską żandarmerię, obejmując komendę nad garnizonem we Wlorze. W 1919 pełnił funkcję prefekta w Durrësie, a następnie w Szkodrze. W 1919 został wysłany na konferencję pokojową w Paryżu, gdzie miał przedstawić raport o wrogich wobec Albańczyków działaniach serbskich.
W styczniu 1920 jako delegat ze Szkodry uczestniczył w obradach kongresu w Lushnji, który odnowił państwowość albańską. W 1921 wziął udział w walkach ze zbuntowaną Republiką Mirdity, a następnie otrzymał stanowisko dowódcy batalionu stacjonującego w Tiranie.
W czerwcu 1924, kiedy wybuchło powstanie przeciwko legalnym władzom w Tiranie, Shala w stopniu podpułkownika dowodził garnizonem Szkodry. Zaprosił spiskowców do Szkodry, aby zorganizowali tam obrady Zgromadzenia Narodowego. W odpowiedzi został zdymisjonowany przez ministra spraw wewnętrznych Abdurrahmana Dibrę. Shala zlekceważył decyzję ministra i ogłosił w Szkodrze stan wyjątkowy, a następnie przyłączył się do powstania. Wraz z podległymi mu ludźmi skierował się ze Szkodry w stronę Tirany, do której wkroczył 10 czerwca 1924. W nagrodę otrzymał stanowisko ministra spraw wewnętrznych w rządzie Fana Noliego. W przeciwieństwie do Noliego, Gurakuqiego czy Bajrama Curriego, Shala był przeciwnikiem westernizacji Albanii i porziału między chłopów ziemi obszarniczej. Wspólnie z Xhemalem Bushatim i Mustafą Krują w 1924 współtworzył Radykalną Partię Demokratyczną (Partia Radikale Demokratike). Po dojściu do władzy Ahmeda Zogu w grudniu 1924, Shala uciekł z kraju i osiedlił się w Sarajewie. Na emigracji współpracował z organizacją Związek Narodowy (Bashkimi Kombetar). Powrócił do Albanii w 1942, w czasie okupacji włoskiej i zmarł rok później.
Imię Rexhepa Shali noszą ulice w Gjakovie, a także w tirańskiej dzielnicy Yzberisht.